# Noriel Vilela
Noriel Vilela de Arantes (Rio de Janeiro, 3 de maio de 1936 – Rio de Janeiro, 20 de janeiro de 1975) foi um cantor brasileiro notoriamente conhecido pelo seu único LP solo, lançado em 1969, "Eis o Ôme" e seu alcance vocal de baixo profundo.

## Biografia
Noriel teve uma infância pobre no bairro carioca Lins de Vasconcelos. Antes de começar sua carreira musical, trabalhava como torneiro mecânico. Começou a carreira como integrante do grupo vocal Nilo Amaro e seus Cantores de Ébano, que alcançou o 1º lugar com 'Leva eu saudade' e 'Uirapuru' entre 1961 e 1964.  Sua extensão vocal era baixo profundo que sempre se sobressaía nas gravações com os Cantores de Ébano.
Faleceu em 20 de janeiro de 1975, aos 38 anos. Existem duas versões que explicam sua morte. Uma delas diz que ocorreu no Hospital de Bonsucesso, Rio de Janeiro, Guanabara, devido a uma leucemia agravada por uma anemia profunda. Outra versão diz que Noriel morreu devido a uma reação alérgica após um procedimento cirúrgico odontológico.
Um dos grandes sucessos do cantor foi a canção "16 Toneladas", uma versão em português de um clássico norte-americano do pop-country-folk dos anos 1940, "Sixteen Tons", de Ernie Ford e Merle Travis. Em 1999, a banda paulistana Funk Como Le Gusta regravou a versão de Noriel, no álbum Roda de Funk. Em 2014, a cervejaria holandesa Heineken utilizou a versão do brasileiro em uma propaganda comercial.

## Discografia
Fonte:
- 1964 - "Olhe o Telefone" / "Dei ao Mar para Guardar" / "Faça Como Eu" / "Canção da Felicidade" (Compacto duplo, Polydor)
- 1968 - "Só o Ôme" / "Peço Licença" (Compacto simples, Copacabana)
- 1969 - Eis o "Ôme" (Long play, Copacabana)
- 1969 - "Eu Tá Vendo no Copo" / "Acocha Malungo" (Compacto simples, Copacabana)
- 1970 - "O Presente" / "Você Me Balançou" (Compacto simples, Copacabana)
- 1971 - "16 Toneladas" / "Todo Enrolado" (Compacto simples, Copacabana)
- 1972 - "Ganga Zumba" / "Jericó" (Compacto simples, Copacabana)
- 1972 - "Bernardine" / "Quem Disser que Eu Lhe Procuro" (Compacto simples, Copacabana)
- 1973 - "Tá com Medo, Diz" / "Vida Atrapalhada" (Compacto simples, Copacabana)
- 1974 - "Je Suis La Maria" / "Gira" (Compacto simples, Copacabana)